# Vasilios Stournaras
Vasilios Stournaras (griechisch Βασίλιος Στουρναρας; Lebensdaten unbekannt) war ein griechischer Sprinter, Weit- und Dreispringer.
Bei den Olympischen Zwischenspielen 1906 in Athen wurde er Siebter im Dreisprung und Neunter im Weitsprung. Über 100 m schied er im Vorlauf aus.